# Елисеев, Сергей Станиславович
Сергей Станиславович Елисеев (укр. Сергій Станіславович Єлісєєв; род. 24 октября 1961, Ногинск, Московская область, РСФСР, СССР) — украинский и российский военачальник, вице-адмирал. Заместитель командующего Балтийским флотом ВМФ России с июля 2014 года.

## Биография
Родился 24 октября 1961 года в городе Ногинск, Московской области. В 1983 году окончил факультет артиллерийского и зенитно-ракетного вооружения Калининградского высшего военно-морского училища по специальности «вооружение кораблей». С 1983 года по 1993 год на различных должностях проходил службу на кораблях Тихоокеанского флота.
В 1993 году перешёл на службу в военно-морские силы Украины. С 1999 года по 2001 год в качестве капитана 1-го ранга являлся командиром десантного корабля «Константин Ольшанский». Служил на кораблях и в штабах ВМС Украины. В 2004 году окончил Национальную академию обороны.
В августе 2010 года назначен первым заместителем командующего ВМС Украины, а в ноябре того же года — начальником Севастопольского гарнизона. В 2011 году возглавлял государственную экзаменационную комиссию в Академии ВМС Украины имени П. С. Нахимова.
Являлся первым заместителем совместных российско-украинских учений «Фарватер мира» в 2011 году, а уже на следующих учениях Елисеев являлся их руководителем. В 2013 году он вновь был первым заместителем на данных учениях. В 2011—2013 годах Сергей Елисеев являлся командующим парадом с украинской стороны на торжествах посвящённых Дню победы и Дню флота в Севастополе.
В 2014 году, во время российской аннексии Крыма Елисеев написал рапорт на военно-врачебную комиссию с последующим увольнением из флота.
После аннексии Крыма перешёл на службу в ВМФ России, где в июле 2014 года назначен заместителем командующего Балтийским флотом. Курирует боевую подготовку личного состава. В августе 2014 года Военная прокуратура Украины обвинила Елисеева в государственной измене и дезертирстве.
Является единственным высшим офицером в командовании Балтфлота, сохранившем должность после увольнения в 2016 году по отрицательным мотивам командующего флотом Виктора Кравчука и последующей чистки офицеров штаба флота.

## Награды

#### Награды СССР и Российской Федерации
- медаль ордена «За заслуги перед Отечеством» II степени[14];
- медаль «70 лет Вооружённых Сил СССР»;
- медаль «За безупречную службу» II и III степени;
- медаль «За участие в военном параде в День Победы»;
- медаль «За участие в Главном военно-морском параде»;
- памятный знак «230 лет Черноморскому флоту Российской Федерации» (Черноморский флот ВМФ России, 2013 год) — за активное участие в подготовке и проведении совместного Украинско-Российского учения «Фарватер мира 2013», показанный высокий уровень теоретической подготовки, морской, полевой и лётной выучки[15].

#### Награды Украины
(лишён в 2021 году)
- орден Богдана Хмельницкого (Украина) II и III степени[16][17];
- медали Министерства обороны Украины «Доблесть и честь», «10 лет ВС Украины», «15 лет ВС Украины», «Ветеран военной службы»;
- знак Генерального штаба Украины «Слава и честь».